# Годы свинца в Марокко

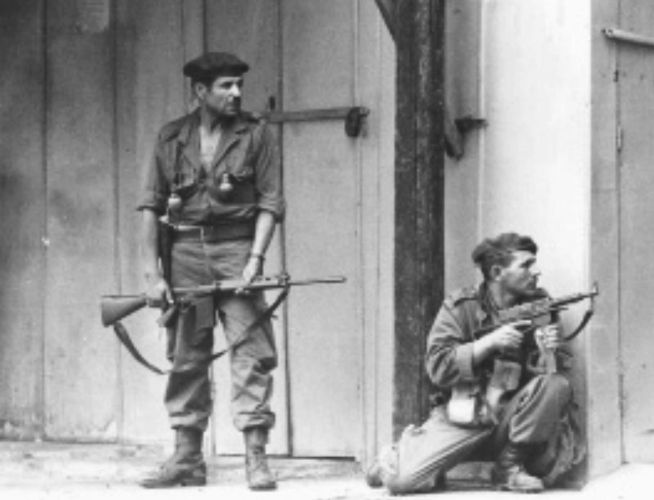
Лоялисты защищают здание Национальной компания радио и телевидения. (1971 г.).

«Годы свинца» в Марокко (араб. سنوات الرصاص (المغرب)‎) — период марокканской политической истории, масштабные политические репрессии при правлении короля Хасана II. Органы госбезопасности DGSN и DGST/DST, полиция и жандармерия практиковали произвольные аресты, пытки, бессудные казни и тюремные заключения, похищения, избиения, тайные убийства. Жертвами репрессий стали тысячи активистов левой оппозиции и общественных движений, либералов, коммунистов и социалистов, а также исламисты, западносахарские повстанцы, участники антиправительственных заговоров. Главными фигурами карательного аппарата являлись генерал Уфкир, генерал Длими, министр Басри. После смерти Хасана II, при правлении Мухаммеда VI, нарушения прав человека осуждены, но «эра Хасана», как и сам покойный король, оценивается однозначно позитивно.

## Хронология
Временные рамки «свинцовых лет» разнятся по источникам. Нередко к ним относят весь период правления Хасана II: 1961—1999. Некоторые исследователи полагают, что «годы свинца» начались раньше, с подавления Рифского восстания 1958 (королём был тогда Мухаммед V, наследный принц Хасан участвовал в боях с повстанцами) — и завершились с кончиной Хасана II. Самая «радикальная» точка зрения предполагает, будто по властно-политической сути «годы свинца» продолжились и после Хасана II.
Но чаще всего «годы свинца» определяются в отрезке от середины 1960-х до рубежа 1980—1990-х. Первое — утверждение единовластия Хасана II, второе — относительная либерализация режима. Наиболее интенсивные репрессии в Марокко пришлись на 1965—1980.

## Цели и направления
На королевский трон Марокко Хасан II взошёл после смерти Мухаммеда V — 26 февраля 1961. В отличие от отца, новый король был не склонен к компромиссу элитных группировок и «сбалансированной» внешней политике. Хасан II взял курс на монархическое единовластие, жёсткий антикоммунизм и однозначное примыкание к Западу в Холодной войне.
Такой поворот предполагал ужесточение режима. В системе власти возрастала роль органов госбезопасности. Ещё будучи наследником, Хасан учредил в Генеральном директорате национальной безопасности (DGSN) свою «личную разведку» CAB1. Руководить этим подразделением он поручил лично преданному офицеру Ахмеду Длими. В 1964 министром внутренних дел был назначен генерал Мохамед Уфкир — бывший адъютант Мухаммеда V, активный участник подавления Рифского восстания. Генерал Длими с 1970 возглавлял DGSN, с 1973 — Генеральный директорат территориального наблюдения (DGST/DST). Третьей фигурой карательного аппарата являлся Дрис Басри — заместитель Длими, с 1974 — госсекретарь МВД, с 1979 — министр внутренних дел.
Цели репрессивной политики Хасана II состояли в удержании и укреплении королевской власти, сохранении привилегированного положения элиты — Махзена, ликвидации политической оппозиции, создании силовыми методами условий для определённой программы развития Марокко. Жёсткий курс встретил серьёзную поддержку и во влиятельных кругах Махзена, и в некоторых низовых стратах (служба в госаппарате, особенно в карательных органах, создавала социальный лифт). Сыграли роль личные качества и воззрения короля — убеждённого и энергичного консерватора-антикоммуниста, склонного к монархическому абсолютизму.
Важное значение имел международный контекст. Рост влияния левых сил в афроазиатских странах, свержение монархий в Египте, в Ираке, в Ливии, переворот в Алжире и левый курс Хуари Бумедьена побуждали жёстко действовать на упреждение.
Активный антикоммунизм в африканской и ближневосточной политике, участие в Сафари-клубе, военная экспедиция в Заир на стороне Мобуту, поддержка сомалийского президента Сиада Барре в Огаденской войне с эфиопским режимом Менгисту, сотрудничество с Савимби в Анголе и Хабре в Чаде, негласное взаимодействие с Израилем — обеспечивали Хасану II лояльность и поддержку Запада, прежде всего Франции и США. В условиях Холодной войны идеологическая и геополитическая позиции ставились выше соблюдения прав человека.
Репрессивная политика в «годы свинца» развивалась по нескольким основным направлениям:
- преследования политических оппозиционеров-диссидентов — республиканцев, либералов, социалистов, коммунистов, активистов студенческих и профсоюзных организаций, а также исламистов
- подавление массовых протестов, демонстраций и забастовок, преследования участников
- чистки в армии после военных заговоров

Особо выделяется
- борьба правящего режима с западносахарским и рифским сепаратизмом

однако эти направления являли собой отдельные крупные конфликты. В то же время война в Западной Сахаре создавала повод для ужесточения внутренней политики. Оспаривание, даже обсуждение марокканского суверенитета над Западной Сахарой приравнивалось к поддержке ПОЛИСАРИО, квалифицировалось как государственная измена и запрещалось уголовным законодательством. Оппозиционные активисты неоднократно привлекались по этому обвинению.
Королевский режим позиционировался как единственный защитник национальных интересов, суверенитета и традиций Марокко. Официальная пропаганда изображала всех оппозиционеров коммунистами или исламистами, врагами страны, разрушителями общества, иностранными агентами. Главным источником внешней угрозы считался соседний Алжир — идеологически враждебное государство социалистической ориентации, конкурирующее с Марокко за влияние в Магрибе. Активная оппозиционность связывалась со спецслужбами Бумедьена. Значительная часть марокканцев, особенно носители традиционалистских монархических взглядов, принимали такие оценки.

## Репрессии в политической борьбе

### 1960-е: подавление парламентской оппозиции
Первые меры дисциплинарного ужесточения были предприняты в правящей элите. Часть традиционной аристократии, чиновничества и буржуазии привыкла к более вольным порядкам при Мухаммеде V и проявляла недовольство диктаторскими намерениями Хасана II. Выражением этих настроений стала оппозиция в консервативно-националистической партии Истикляль. Новая конституция, утверждённая на референдуме 1962, значительно расширила властные прерогативы короля. Спустя два с половиной года действие конституции было приостановлено, Хасан II перешёл к прямому правлению.
Парламентские выборы 1963 показали рост недовольства. Даже по официальным, явно сфальсифицированным данным, почти четверть избирателей проголосовали за Национальный союз народных сил (UNFP) — левую партию социалистов и республиканцев. Во главе UNFP стоял математик и политик Махди Бен Барка — непримиримый противник Хасана II, заочно приговорённый к смертной казни за поддержку Алжира в Песчаной войне (впоследствии были опубликованы материалы, позволяющие предположить, что Бен Барка являлся агентом чехословацкой госбезопасности StB).
Ответом властей стала мощная репрессивная кампания. Были арестованы около пяти тысяч человек, в том числе двадцать один депутат парламента от UNFP. Одиннадцать человек предстали перед показательным процессом в Рабате. Их обвинили в антигосударственном заговоре, планах убийства короля и сотрудничестве с алжирской разведкой. Были вынесены смертные приговоры. Осуждённый заочно Ахмед Агулиз, известный как Шейх аль-Араб, успел уйти в подполье. Год спустя полиция обнаружила его в Касабланке. Агулиз оказал вооружённое сопротивление и покончил с собой.
23 марта 1965 правительственные силы под командованием Уфкира жёстко подавили в Касабланке массовые протесты. К студентам, требовавшим гарантированного права на образование, присоединились рабочие, безработные, люмпены из бедняцких кварталов. Демонстранты вступили в схватки с полицией. Против них были брошены регулярные войска с бронетехникой и вертолётами. Власти признали двенадцать убитых, оппозиционные источники говорили о многих сотнях. Хасан II обвинил преподавателей и родителей студентов, назвал интеллигенцию главным врагом государства и сказал, что многим лучше оставаться неграмотными. Активисты, арестованные за участие в беспорядках, были вскоре амнистированы, но одновременно последовали показательные казни обвиняемых в терроризме и связях с Алжиром.
2 ноября 1965 Махди Бен Барка был похищен и убит во Франции. Спецоперацию организовали и провели лично Уфкир и Длими. Убийство Бен Барки обозначило важный политико-символический рубеж «свинцовых лет». Оппозиция потеряла признанного лидера, особенно тяжёлый удар был нанесён по UNFP.

### 1970-е: подавление подполья, заговоров и мятежей

#### Военные заговоры
10 июля 1971 командующий королевской гвардией генерал Мохамед Медбух и подполковник гвардии Мохамед Абабу подняли военный мятеж в Схирате. Побудительным мотивом было возмущение коррупцией. Многие мятежники придерживались республиканских взглядов. Они захватили в плен несколько сотен представителей Махзена, включая Хасана II и генерала Уфкира. Более девяноста человек были убиты (в том числе бывший премьер Мухаммед Ахмед Бахнини), более ста тридцати ранены. Однако король, пользуясь традиционным почтением к монархии, сумел овладеть положением. Правительственные силы подавили мятеж. 
Год спустя, 16 августа 1972, новую попытку переворота предпринял уже сам Мохамед Уфкир, стремившийся к полновластию. Королевский лайнер был обстрелян в воздухе, восемь человек погибли. Однако Хасан II вновь сумел переиграть ситуацию. Дезориентированные им лётчики-повстанцы прекратили огонь, приземлились и были арестованы. Вслед за ними арестован, допрошен и убит Уфкир (официально объявлено, что покончил с собой). Оба заговора повлекли за собой сотни арестов и десятки бессудных казней. Над армией установился плотный контроль органов госбезопасности. Во главе карательного аппарата стал генерал Длими.

#### Восстание Мулай-Буазза
К началу 1970-х в UNFP было создано конспиративное военное крыло Танзим. Возглавили его радикальные республиканские активисты Мохамед (Фких) Басри, Омар Дакун, Мохамед (Махмуд) Беннуна — ветераны антиколониальной Марокканской освободительной армии (ALN). С конца 1960-х они установили политические и организационные связи с радикальными группами ООП.
Крупное вооружённое выступление произошло в марте 1973. Планировалось развернуть партизанскую войну в горах Атлас, 3 марта (в День трона) атаковать королевскую виллу, убить Хасана II и наступать на столицу в расчёте на массовую поддержку населения. Движение поддержали спецслужбы АНДР, ливийский правитель Муаммар Каддафи, лидер палестинского НФОП Вадей Хаддад. 
Политические лидеры UNFP, в том числе Фких Басри, дистанцировались от этой акции, считая её обречённой авантюрой. Но руководители Танзим приняли твёрдое решение.
В конце января боевики Танзим во главе с Беннуной и Дакуном тайно проникли в Марокко с алжирской территории. Столкновения повстанцев с правительственными силами завязались в ночь на 3 марта у селения Мулай-Буазза (провинция Хенифра, область Бени-Меллаль — Хенифра). Вскоре Беннуна был убит. В нескольких боях правительственные силы разгромили повстанцев.
Спецслужба генерала Длими приступила к «веерным арестам». 149 пленных повстанцев и оппозиционных активистов предстали перед судом. Были вынесены шестнадцать смертных и шестнадцать пожизненных приговоров (несколько десятков человек получили различные сроки заключения, ещё несколько десятков оправданы). Общее количество казней, включая внесудебные, достигло двух десятков. Среди расстрелянных был Омар Дакун.
Королевская пропаганда использовала эти события для обоснования репрессий. Формально подтверждались вооружённая антигосударственная деятельность оппозиции и её алжирские связи. Официальные руководители UNFP не имели отношения к восстанию Мулай-Буазза, но многие из них, в том числе адвокат Абдеррахим Буабид и профсоюзный деятель Омар Бенджелун, подверглись уголовному преследованию. В руководстве UNFP возник серьёзный раскол, партия переживала кризис.

#### Подполье и спецоперации
С 1970 активизировались левые подпольные организации. Марксистско-ленинская молодёжь создала «Движение 23 марта» (название отсылало к касабланкским событиям 1965). Активисты попытались создать подпольную антиправительственную коалицию с Марокканской компартией, Партией освобождения и социализма, Партией прогресса и социализма, профобъединением Марокканский союз труда (UMT).
Новый центр оппозиционной консолидации — Социалистический союз народных сил (USFP) — удалось сформировать в 1975. Во главе USFP стали адвокаты Абдеррахим Буабид, Фких Басри, Омар Бенджелун, юристы Мохамед эль-Язги и Абдеррахман Юсуфи. Они были настроены значительно жёстче прежней программы UNFP. Фких Басри настаивал на партизанской войне. Омар Бенджелун, выдвинувшийся в «наследники Бен Барки», выступал за всеобщую забастовку.
Период 1973—1977 отмечен жёсткими преследованиями социалистического и марксистско-коммунистического подполья. Состоялся ряд показательных процессов. Среди осуждённых был Авраам Серфати, приговорённый к пожизненному заключению. Суды проводились с явным нарушением конституционных прав и свобод. Продолжались и тайные ликвидации. Бесследно исчез соратник Серфати по марксистской организации «Вперёд» Абдельлатиф Зеруаль. Взрывом посылки с бомбой был ранен Мохамед эль-Язги. В 1975 убит Омар Бенджелун.
Гибель Бенджелуна стала результатом полицейской спецоперации, столкнувшей социалистов с исламистами. Движения исламистского толка тоже были врагами светской монархии и подвергались репрессиям. Самой активной являлась была Шабиба Исламия (Исламская молодёжь), ориентированная на движение Братья-мусульмане. Убийство Бенджелуна руками исламистов, инспирированное спецслужбами, дало повод усилить репрессии. Власти имитировали «объективность и справедливость». Были раскрыты тайники с оружием, причастность боевиков к ряду вооружённых нападений. В первой половине 1980-х организация оказалась разгромлена. Оставшиеся на свободе активисты бежали в хомейнистский Иран либо в моджахедские отряды Афганской войны.
Под руководством Длими окончательно отстроилась система массовой слежки, произвольных арестов, тюремного заключения без суда, акций устрашения, вплоть до убийств. При спецслужбах была организована сеть тайных тюрем для политзаключённых. Наиболее известным из таких объектов стал Тазмамарт. Расположенная в горах и окружённая пустыней, тюрьма приобрела репутацию «марокканского Алькатраса» и «королевского ГУЛАГа».

### 1980-е: подавление социальных протестов
В начале 1980-х обострились отношения между Хасаном II и генералом Длими. Властные амбиции «некоронованного короля» не устраивали монарха. 25 января 1983 Длими погиб в автокатастрофе при неясных обстоятельствах. Король немедленно реорганизовал карательный аппарат, во главе которого стал совершенно лояльный и лично преданный министр внутренних дел Дрис Басри.
К середине 1980-х марокканская организованная оппозиция была в целом подавлена либо включена в подконтрольную политическую систему. На первый план выдвинулось спонтанное сопротивление масс, в основном по социально-экономическим причинам. Тому способствовали рыночные преобразования, проводимые во взаимодействии с МВФ — довольно успешные в экономическом плане, но повлекшие тяжёлые социальные издержки.
29 мая 1981 вспыхнули беспорядки в Касабланке. Рабочие, безработные, трущобная беднота протестовали против роста цен на хлеб. Профобъединения UMT и CDT призвали к всеобщей забастовке. Дрис Басри распорядился подавить бунт всеми средствами. Басри удостоверился, достаточно ли у полиции боевых патронов, и приказал ввести в Касабланку армейскую бронетехнику. По последующим официальным данным, погибли более ста человек, по оппозиционным источникам — несколько сотен. Свыше пяти тысяч были арестованы.
В январе 1984 марокканские города охватила «Хлебная интифада». Наибольшую остроту события приняли в Марракеше, Тетуане, Надоре, Эль-Хосейме, Эль-Ксар-эль-Кебире. Рабочие и городская беднота требовали снижения цен на продовольствие, студенты — снижения платы за обучение. Вновь произошли ожесточённые уличные столкновения, полиция применила оружие. Хасан II публично высказался о протестующих на грани ненормативной лексики. Он обвинил в организации беспорядков «марксистско-ленинские группировки, сионистов и проиранских агитаторов». Подверглись репрессиям социалисты USFP. При этом признаков организующего участия коммунистов, социалистов, исламистов либо какой-то иной политической оппозиции в событиях не обнаруживалось.

### 1990-е: переходный период
Положение стало меняться с конца 1980-х. Третья волна демократизации, Перестройка в СССР, революции 1989 года оказали влиянием и на Марокко. В 1990 Хасан II подтвердил конституционные права и свободы, в том числе многопартийную систему, амнистировал около двух тысяч политзаключённых, сформировал Совет по правам человека. Знаковым событием стало в 1991 освобождение Авраама Серфати и его соратника по «Вперёд» Дриса Безенкри. В результате амнистии 1994 в Марокко вернулись многие политэмигранты, в том числе Фких Басри. Его возвращение король приветствовал лично.
Политическая система не менялась. МВД Дриса Басри жёстко контролировало ситуацию. Вопросы карательной политики обсуждению не подлежали. В частности, отрицалось общеизвестное существование тайных тюрем. Однако уровень репрессивности значительно снизился. Преследованиям теперь подвергались только непримиримые противники. Сохранялась политическая цензура в СМИ (наиболее важными случаями Басри занимался лично), но свобода публикаций заметно расширилась.
Положение в стране оставалось сложным. В середине декабря 1990 крупные беспорядки вспыхнули в Фесе. Протестующие требовали повышения зарплат. UMT и CDT призвали к всеобщей забастовке. Полиция и войска применили оружие, несколько человек погибли (по другим данным, несколько десятков), более ста арестованы. Но на этот раз, в отличие от 1980-х, власти не стали превращать события в повод для репрессивной кампании.
Парламентские выборы 1993 и 1997 проходили значительно свободнее, нежели ранее. Оппозиционный USFP сформировал самые крупные депутатские фракции. Впервые были избраны депутаты-женщины. Этапное событие произошло 4 февраля 1998: премьер-министром Марокко стал представитель USFP, бывший политзаключённый и политэмигрант Абдеррахман Юсуфи.
Хасан II скончался 23 июля 1999. На трон вступил его сын Мухаммед VI. Эту дату в Марокко принято считать завершением «свинцовых лет».

## Перемены и память
Новый король пришёл к власти на волне общественного подъёма. Почти все социальные группы (за исключением карательного аппарата и фанатичных приверженцев абсолютизма) ждали от него либерализации. До некоторой степени эти ожидания оправдались. Началась широкая дискуссия о конституционно-демократическом характере марокканской монархии. Символическим рубежом стало 9 ноября 1999 — отставка Дриса Басри, олицетворявшего «годы свинца».
7 января 2004 Мухаммед VI издал дахир о создании Комиссии справедливости и примирения (IER). В задачу IER поставлена установление истины о нарушениях прав человека в период с 1956 по 1999 годы (то есть, не только в правление Хасана II, но и Мухаммеда V, однако не Мухаммеда VI). Первым председателем комиссии стал Дрис Безенкри.
IER не имела полномочий привлекать к судебной ответственности организаторов и участников репрессий. Однако комиссия получила право вызывать их для опроса. Так, Дрис Безенкри побеседовал с Юсфи Каддуром — бывшим комендантом касабланкской тайной тюрьмы Дерб-Мулай, который допрашивал его с применением пыток. Критика Хасана II (как и Мухаммеда V) не допускалось. Нарушения прав человека в Западной Сахаре не рассматривались. Обязательных решений комиссия не принимала, лишь предоставляла отчёты и рекомендации на усмотрение короля. Но и такой статус беспрецедентен в арабских государствах.
Итоговый отчёт IER поступил Мухаммеду VI в конце 2005. Были изучены почти 17 тысяч дел, опрошены более двухсот человек, заседания транслировались по национальному телевидению. Количество убитых за «годы свинца» комиссия определила в 1018 человек. Независимые правозащитные организации не признали этот вывод, настаивая, что погибших было не менее 3 тысяч. Рекомендовано выплатить 9280 компенсаций. Власти согласились на 3657 компенсаций, при том, что обращений за компенсациями было около 20 тысяч. 782 человека признаны безвестно «исчезнувшими».
6 января 2006 Мухаммед VI выступил с речью, в которой выразил сожаление в связи с ранее допущенными нарушениями прав человека. Тем самым как бы переворачивалась трагическая страница марокканской истории. Однако радикальные оппозиционеры высказываются в том плане, что правящий Махзен сохранил репрессивную систему Хасана II, снизив количественные масштабы репрессий, повысив роль манипуляций и изменив тональность пропаганды — в результате «„годы свинца“ сменились „годами отравы“». В подтверждение такой позиции приводится позиция властей при марокканских протестах 2011, во время Арабской весны.
Оппозиционные и правозащитные организации, родственники погибших и «исчезнувших» настаивают на открытии всей информации и восстановлении справедливости. Выступления такого рода проходят и в Марокко, и в эмиграции. Консервативные круги, присоединяясь к королевским сожалениям, напоминают об общей обстановке тех лет в стране и мире, подчёркивают значимость антикоммунизма и вынужденность жёсткого курса, акцентируют достижения времён Хасана II.
Понятие «свинцового времени» существует не только в Марокко. Но свинцовые семидесятые в Италии, сходные периоды в Испании, в ФРГ, в Турции, в Аргентине связаны с террором ультраправых и ультралевых группировок. Марокканская особенность в том, что главным актором насилия выступало полицейское государство.